# Giải bóng đá hạng nhì quốc gia Cộng hòa Síp 2008–09
Giải bóng đá hạng nhì quốc gia Cộng hòa Síp 2008–09 là mùa giải thứ 54 của bóng đá hạng nhì Cộng hòa Síp. Ermis giành danh hiệu thứ 3.

## Thể thức thi đấu
Có 14 đội tham gia Giải bóng đá hạng nhì quốc gia Cộng hòa Síp 2008–09. Tất cả các đội đều thi đấu 2 trận, một trân sân nhà và một trận sân khách. Đội nhiều điểm nhất sẽ lên ngôi vô địch. Ba đội đầu bảng thăng hạng Giải bóng đá hạng nhất quốc gia Cộng hòa Síp 2009–10 và ba đội cuối bảng xuống hạng Giải bóng đá hạng ba quốc gia Cộng hòa Síp 2009–10.

### Hệ thống điểm
Các đội bóng nhận 3 điểm cho một trận thắng, 1 điểm cho một trận hòa và 0 điểm cho một trận thua.

## Thay đổi so với mùa giải trước
Các đội thăng hạng Giải bóng đá hạng nhất quốc gia Cộng hòa Síp 2008–09
- AEP Paphos
- APEP
- Atromitos Yeroskipou

Các đội xuống hạng từ Giải bóng đá hạng nhất quốc gia Cộng hòa Síp 2007–08
- Aris Limassol
- Nea Salamina
- Olympiakos Nicosia

Các đội thăng hạng từ Giải bóng đá hạng ba quốc gia Cộng hòa Síp 2007–08
- PAEEK FC
- Ethnikos Assia
- Chalkanoras Idaliou

Các đội xuống hạng Giải bóng đá hạng ba quốc gia Cộng hòa Síp 2008–09
- Anagennisi Deryneia
- Akritas Chlorakas
- Olympos Xylofagou

## Bảng xếp hạng
| Vị thứ | Đội                 | St. | T. | H. | B. | BT. | BB. | HS. | Đ. | Ghi chú                                                                  | Thành tích đối đầu                          |
| ------ | ------------------- | --- | -- | -- | -- | --- | --- | --- | -- | ------------------------------------------------------------------------ | ------------------------------------------- |
| 1      | Ermis Aradippou     | 26  | 14 | 8  | 4  | 47  | 26  | 21  | 50 | Vô địch-thăng hạng Giải bóng đá hạng nhất quốc gia Cộng hòa Síp 2009–10. |                                             |
| 2      | Aris Limassol       | 26  | 15 | 4  | 7  | 56  | 25  | 31  | 49 | Thăng hạng Giải bóng đá hạng nhất quốc gia Cộng hòa Síp 2009–10.         | Aris 0-0 Nea Salamina Nea Salamina 0-0 Aris |
| 3      | Nea Salamina        | 26  | 14 | 7  | 5  | 38  | 21  | 17  | 49 | Thăng hạng Giải bóng đá hạng nhất quốc gia Cộng hòa Síp 2009–10.         | Aris 0-0 Nea Salamina Nea Salamina 0-0 Aris |
| 4      | Olympiakos Nicosia  | 26  | 14 | 6  | 6  | 39  | 21  | 18  | 48 |                                                                          |                                             |
| 5      | Digenis Morphou     | 26  | 13 | 5  | 8  | 38  | 28  | 10  | 44 |                                                                          |                                             |
| 6      | Omonia Aradippou    | 26  | 11 | 4  | 11 | 33  | 41  | -8  | 37 |                                                                          |                                             |
| 7      | MEAP Nisou          | 26  | 10 | 6  | 10 | 25  | 28  | -3  | 36 |                                                                          |                                             |
| 8      | Ayia Napa           | 26  | 7  | 10 | 9  | 23  | 31  | -8  | 31 | Ayia Napa 1-0 Onisilos Onisilos 0-0 Ayia Napa                            |                                             |
| 9      | Onisilos Sotira     | 26  | 8  | 7  | 11 | 30  | 36  | -6  | 31 | Ayia Napa 1-0 Onisilos Onisilos 0-0 Ayia Napa                            |                                             |
| 10     | ASIL Lysi           | 26  | 7  | 9  | 10 | 29  | 30  | -1  | 30 |                                                                          |                                             |
| 11     | PAEEK FC            | 26  | 7  | 8  | 11 | 27  | 31  | -4  | 29 |                                                                          |                                             |
| 12     | Chalkanoras Idaliou | 26  | 7  | 4  | 15 | 28  | 48  | -20 | 25 | Xuống hạng Giải bóng đá hạng ba quốc gia Cộng hòa Síp 2009–10.           | Chalkanoras 2-0 THOI THOI 1-0 Chalkanoras   |
| 13     | THOI Lakatamia      | 26  | 7  | 4  | 15 | 31  | 46  | -15 | 25 | Xuống hạng Giải bóng đá hạng ba quốc gia Cộng hòa Síp 2009–10.           | Chalkanoras 2-0 THOI THOI 1-0 Chalkanoras   |
| 14     | Ethnikos Assia      | 26  | 3  | 8  | 15 | 30  | 62  | -32 | 17 | Xuống hạng Giải bóng đá hạng ba quốc gia Cộng hòa Síp 2009–10.           |                                             |

Hệ thống điểm: Thắng=3 điểm, Hòa=1 điểm, Thua=0 điểm
Quy tắc xếp hạng: 1) Điểm; 2) Điểm thành tích đối đầu; 3) Hiệu số đối đầu; 4) Bàn thắng sân khách đối đầu; 5) Hiệu số; 6) Số bàn thắng

Nguồn: cfa.com.cy Lưu trữ ngày 3 tháng 12 năm 2013 tại Wayback Machine

## Kết quả
| ↓Home / Away→  | ANP | ARS | ASL | DGN | ETN | THL | ERM | MPN | NSL | OLM | OMN | ONL | PKK | CHL |
| -------------- | --- | --- | --- | --- | --- | --- | --- | --- | --- | --- | --- | --- | --- | --- |
| Ayia Napa      |     | 2-1 | 1-1 | 1-1 | 2-2 | 1-2 | 1-3 | 1-1 | 1-2 | 0-0 | 0-4 | 1-0 | 1-2 | 1-0 |
| Aris           | 2-0 |     | 2-0 | 2-0 | 5-0 | 3-1 | 2-1 | 4-1 | 0-0 | 3-1 | 3-0 | 0-1 | 1-2 | 6-1 |
| ASIL           | 0-0 | 2-1 |     | 1-2 | 1-1 | 2-0 | 0-1 | 2-0 | 0-1 | 0-0 | 1-1 | 1-1 | 2-2 | 2-0 |
| Digenis        | 3-0 | 2-1 | 0-1 |     | 4-3 | 2-3 | 2-0 | 1-0 | 1-1 | 1-2 | 3-0 | 1-1 | 0-1 | 0-1 |
| Ethnikos Assia | 1-3 | 2-4 | 2-4 | 1-3 |     | 2-1 | 1-1 | 1-1 | 1-5 | 0-3 | 1-2 | 2-1 | 0-3 | 1-1 |
| THOI           | 0-1 | 0-4 | 2-1 | 2-2 | 4-1 |     | 0-2 | 1-1 | 1-2 | 0-2 | 2-0 | 0-1 | 2-2 | 1-0 |
| Ermis          | 0-0 | 0-0 | 2-0 | 2-1 | 4-1 | 3-2 |     | 4-2 | 0-0 | 0-1 | 4-1 | 4-1 | 2-2 | 3-1 |
| MEAP           | 1-1 | 1-0 | 1-0 | 0-1 | 2-1 | 1-0 | 0-0 |     | 2-0 | 1-0 | 1-2 | 0-0 | 3-1 | 2-1 |
| Nea Salamina   | 0-1 | 0-0 | 1-3 | 4-1 | 2-0 | 2-1 | 0-0 | 1-2 |     | 2-0 | 1-0 | 2-0 | 1-0 | 2-0 |
| Olympiakos     | 2-1 | 3-2 | 0-0 | 0-0 | 0-0 | 5-1 | 1-2 | 2-0 | 1-2 |     | 3-1 | 1-1 | 2-1 | 1-0 |
| Omonia         | 0-1 | 1-2 | 1-0 | 0-2 | 2-2 | 3-2 | 1-1 | 1-0 | 4-3 | 1-4 |     | 0-0 | 1-0 | 2-0 |
| Onisilos       | 0-0 | 2-5 | 3-1 | 1-2 | 3-1 | 1-1 | 3-2 | 1-0 | 0-2 | 0-3 | 2-3 |     | 2-1 | 5-0 |
| PAEEK FC       | 0-0 | 1-1 | 2-2 | 0-1 | 0-2 | 0-2 | 1-2 | 0-1 | 0-0 | 1-0 | 0-1 | 2-0 |     | 0-0 |
| Chalkanoras    | 3-2 | 1-2 | 3-2 | 0-2 | 1-1 | 2-0 | 2-4 | 2-1 | 2-2 | 1-2 | 3-1 | 1-0 | 2-3 |     |

Nguồn: cfa.com.cy Lưu trữ ngày 16 tháng 10 năm 2017 tại Wayback Machine

## Cầu thủ ghi bàn
| # | Cầu thủ               | Câu lạc bộ         | Số bàn thắng |
| - | --------------------- | ------------------ | ------------ |
| 1 | Slaviša Dugić         | Aris Limassol      | 14           |
| 1 | Konstantin Mirchev    | Omonia Aradippou   | 14           |
| 3 | Marios Neophytou      | Olympiakos Nicosia | 10           |
| 3 | Andreas Papathanasiou | Ermis Aradippou    | 10           |
| 3 | Marios Christodoulou  | Ermis Aradippou    | 10           |
| 6 | ShinBByi Kaondera     | Nea Salamina       | 9            |

Nguồn: cfa.com.cy Lưu trữ ngày 8 tháng 6 năm 2009 tại Wayback Machine